# Vitesse in het seizoen 1956/57
Het seizoen 1956/1957 was het derde jaar in het bestaan van de Arnhemse betaaldvoetbalclub Vitesse. De club kwam uit in de Eerste divisie B en eindigde daarin op de zevende plaats. Tevens deed de club mee aan het toernooi om de KNVB beker, hierin werd in de tweede ronde verloren van Rheden (1–3).

## Wedstrijdstatistieken

### Eerste divisie B
|       | AGOVV | Blauw-Wit | D.F.C. | EBOH  | EDO   | Excelsior | Fortuna | Helmond | Hermes DVS | RCH   | Rigtersbleek | SHS   | Sittardia | Stormvogels | Volendam |
| ----- | ----- | --------- | ------ | ----- | ----- | --------- | ------- | ------- | ---------- | ----- | ------------ | ----- | --------- | ----------- | -------- |
| Thuis | 1 – 0 | 1 – 1     | 6 – 1  | 5 – 0 | 6 – 3 | 0 – 0     | 1 – 1   | 0 – 1   | 3 – 1      | 1 – 1 | 1 – 1        | 4 – 1 | 0 – 5     | 1 – 2       | 1 – 1    |
| Uit   | 0 – 1 | 1 – 0     | 0 – 0  | 1 – 4 | 1 – 0 | 1 – 2     | 1 – 1   | 1 – 2   | 3 – 1      | 2 – 1 | 2 – 1        | 4 – 3 | 1 – 2     | 1 – 0       | 3 – 3    |

### KNVB beker
| 1e ronde                                             | Vitesse                                                                 | 6 – 2 (5 – 1) | AWC                      |
| 19 augustus 1956 Plaats: Arnhem Nieuw-Monnikenhuize  | Eltjo Veentjer –', –', –' Piet van Es 20' Ad van Lent 22' Jan Schatorjé |               | –', –' Theo Borsten      |
| 2e ronde                                             | Vitesse                                                                 | 1 – 3 (0 – 2) | Rheden                   |
| 16 september 1956 Plaats: Arnhem Nieuw-Monnikenhuize | Ad van Lent 68'                                                         |               | 30', 32', 85' Ben Zweers |

## Statistieken Vitesse 1956/1957

### Eindstand Vitesse in de Nederlandse Eerste divisie B 1956 / 1957
| Stand | Gespeeld | Gewonnen | Gelijk | Verloren | Punten | Doelpunten voor | Doelpunten tegen |
| ----- | -------- | -------- | ------ | -------- | ------ | --------------- | ---------------- |
| 7e    | 30       | 11       | 9      | 10       | 31     | 52              | 41               |

### Topscorers
| #                 | Naam                | Goal |
| ----------------- | ------------------- | ---- |
| 1.                | Jan Schatorjé       | 16   |
| 2.                | Piet van Es         | 15   |
| 3.                | Jan van der Wolf    | 7    |
| 4.                | Theo Slijkhuis      | 3    |
| 5.                | Dik Herberts        | 2    |
| 5.                | Bert Theunissen     | 2    |
| 5.                | Eltjo Veentjer      | 2    |
| 8.                | Evert van der Horst | 1    |
| 8.                | Toon Huiberts       | 1    |
| 8.                | Ad van Lent         | 1    |
| 8.                | Arend Loos          | 1    |
| Onbekend doelpunt |                     |      |
| –                 | Onbekend            | 1    |
| Totaal            | Totaal              | 52   |

| #      | Naam           | Goal |
| ------ | -------------- | ---- |
| 1.     | Eltjo Veentjer | 3    |
| 2.     | Ad van Lent    | 2    |
| 3.     | Piet van Es    | 1    |
| 3.     | Jan Schatorjé  | 1    |
| Totaal | Totaal         | 7    |